# Sapekhburto K'lubi K'olkheti-1913 Poti
Il Sapekhburto K'lubi K'olkheti-1913 Poti (in georgiano საფეხბურთო კლუბი კოლხეთი-1913 ფოთი?), meglio nota come K'olkheti-1913 Poti è una società calcistica georgiana con sede nella città di Poti. Milita nella Erovnuli Liga, la prima divisione del campionato georgiano di calcio.

## Storia
Il club venne fondato nel 1913 come Kolchida Poti. Nel 1962 partecipò al campionato di Klass B, risultando la sua unica partecipazione al secondo livello del campionato sovietico di calcio. Nelle stagioni successive partecipò prima al terzo e poi al quarto livello del campionato sovietico. Nel 1978 vinse il campionato georgiano sovietico, successo bissato nel 1988. Nel 1979 cambiò denominazione in Kolcheti Poti. Nel 1990 assieme alle altre squadre georgiane abbandonò il campionato sovietico per disputare il campionato georgiano di calcio, accedendo alla Umaglesi Liga, la massima serie. Nello stesso anno cambiò denominazione in K'olkheti-1913 Poti. Si portò subito nelle posizioni di vertice del campionato, giungendo al secondo posto in due edizioni: nella stagione 1993-1994 concluse il suo girone al primo posto per poi finire secondo dietro alla Dinamo Tbilisi nel girone finale; e nella stagione 1996-1997 concluse la stagione regolare al secondo posto sempre dietro alla Dinamo Tbilisi. Negli stessi anni, grazie ai piazzamenti raggiunti in campionato, partecipò per due edizioni alla Coppa UEFA e per due edizioni alla Coppa Intertoto. In tutte le occasioni venne eliminato al primo turno. In particolare, nella Coppa UEFA 1997-1998 venne subito eliminato dai bielorussi della Dinamo Minsk per la regola del gol fuori casa, mentre nella Coppa UEFA 1998-1999 venne eliminato dai serbi della Stella Rossa con un pesante 0-11 complessivo. Al termine della stagione 2005-2006, nonostante il decimo posto finale, venne retrocesso per mancanza di supporto finanziario da parte del governo regionale, requisito necessario alla partecipazione alla Umaglesi Liga. Nel 2007 cambiò denominazione in K'olkheti Poti e nel 2010 riuscì a conquistare la promozione in Umaglesi Liga. La permanenza in massima serie durò tre soli anni e nel 2013 venne retrocesso in Pirveli Liga. Nel 2013 cambiò nuovamente denominazione in K'olkheti-1913 Poti e l'anno dopo, nonostante il secondo posto nel suo raggruppamento, venne subito promosso in Umaglesi Liga grazie all'allargamento dell'organico a 16 squadre.

## Palmarès

### Competizioni nazionali
- Campionato georgiano: 2

1978, 1988
- Erovnuli Liga 2: 1

2023
- Liga 3: 1

2020

### Altri piazzamenti
- Campionato georgiano:

Secondo posto: 1996-1997
Terzo posto: 1994-1995, 1995-1996, 1997-1998
- Coppa di Georgia:

Semifinalista: 2024
- Erovnuli Liga 2:

Secondo posto: 2009-2010, 2013-2014

## Statistiche

### Partecipazione alle competizioni UEFA
| Stagione  | Torneo          | Turno                   | Club            | Andata | Ritorno | Totale    |
| --------- | --------------- | ----------------------- | --------------- | ------ | ------- | --------- |
| 1996      | Coppa Intertoto | Fase a gironi           | Zemun           | 2-3    | 2-3     | 2-3       |
| 1996      | Coppa Intertoto | Fase a gironi           | Jaro            | 0-2    | 0-2     | 0-2       |
| 1996      | Coppa Intertoto | Fase a gironi           | Guingamp        | 1-3    | 1-3     | 1-3       |
| 1996      | Coppa Intertoto | Fase a gironi           | Dinamo Bucarest | 0-2    | 0-2     | 0-2       |
| 1997-1998 | Coppa UEFA      | Primo turno preliminare | Dinamo Minsk    | 0-1    | 2-1     | 2-2 (gfc) |
| 1998-1999 | Coppa UEFA      | Primo turno preliminare | Stella Rossa    | 0-4    | 0-7     | 0-11      |
| 1999      | Coppa Intertoto | Primo turno             | Cementarnica    | 2-4    | 0-4     | 2-8       |